# 石梯漁港
石梯漁港（阿美語：Ciyafangan），亦稱石梯坪漁港，是一座位於花蓮縣豐濱鄉的第二類漁港，由花蓮區漁會管理。為臺灣旗魚產量最高的漁港。

## 沿革
石梯漁港因位於花蓮縣豐濱鄉港口村的石梯坪旁而得名，為天然港澳（石梯灣），旁有石梯港溪的出海口，日治時期即有居民在此落腳形成漁村，主要是以小膠筏捕抓虱目魚。
1959至1963年間由花蓮港務局闢建完成，惟其港口配置朝東北方向，為波浪集中處，遂遭颱風損毀。自1980年起至1986年止，臺灣省政府整建原有之殘缺設施，並加強港內颱風避風及補給功能，投入2億餘元加以擴建，完成主要設施有北防波堤267公尺、東防波堤427公尺、東內堤38公尺、西內堤31公尺、東突堤42公尺、碼頭495公尺及泊地2.35公頃，岸上建有魚市場、加油站、漁具整理場、給水製冰及道路照明、排水等設施。
1997年，國內第一艘賞鯨娛樂漁業漁船「海鯨號」於7月正式在花蓮石梯漁港開航，開啟臺灣的賞鯨行業。
2010年，擊敗宜蘭縣烏石漁港，獲選農委會漁業署主辦「第二屆十大魅力漁港」之「享受刺激」項目。
2021年由於漁港內防撞墊年久失修，派員勘查後，獲漁業署補助154萬元修繕工程費。
近年成為海釣、夜釣、晨釣、生態旅遊、賞鯨豚等兼具多功能的休閒漁港，漁獲則以旗魚、鬼頭刀、飛魚、鰹魚較為著名。

## 周邊設施
- 石梯漁港拍賣漁市
- 石梯坪風景區
- 月洞遊憩區
- 石門洞
- 石梯漁港安檢所
- 石梯漁港賞鯨中心
- 花蓮區漁會石梯辦事處
- 石梯坪遊客中心

## 外部連結
- 休閒漁港——石梯海象 中央氣象局 （页面存档备份，存于）